# Swainsonfrankolin
Der Swainsonfrankolin (Pternistis swainsonii) ist ein Vogel aus der Familie der Fasanartigen. Er kommt in Angola, Botswana, Lesotho, Malawi, Mosambik, Namibia, Südafrika, Eswatini, Sambia und Simbabwe vor. In der Shona-Sprache Simbabwes wird dieser Vogel Chikwari oder Horwe genannt und gilt bei Outdoor- und Jagdbegeisterten als Delikatesse.
Der Swainsonfrankolin wurde nach William Swainson, einem englischen Ornithologen, benannt.

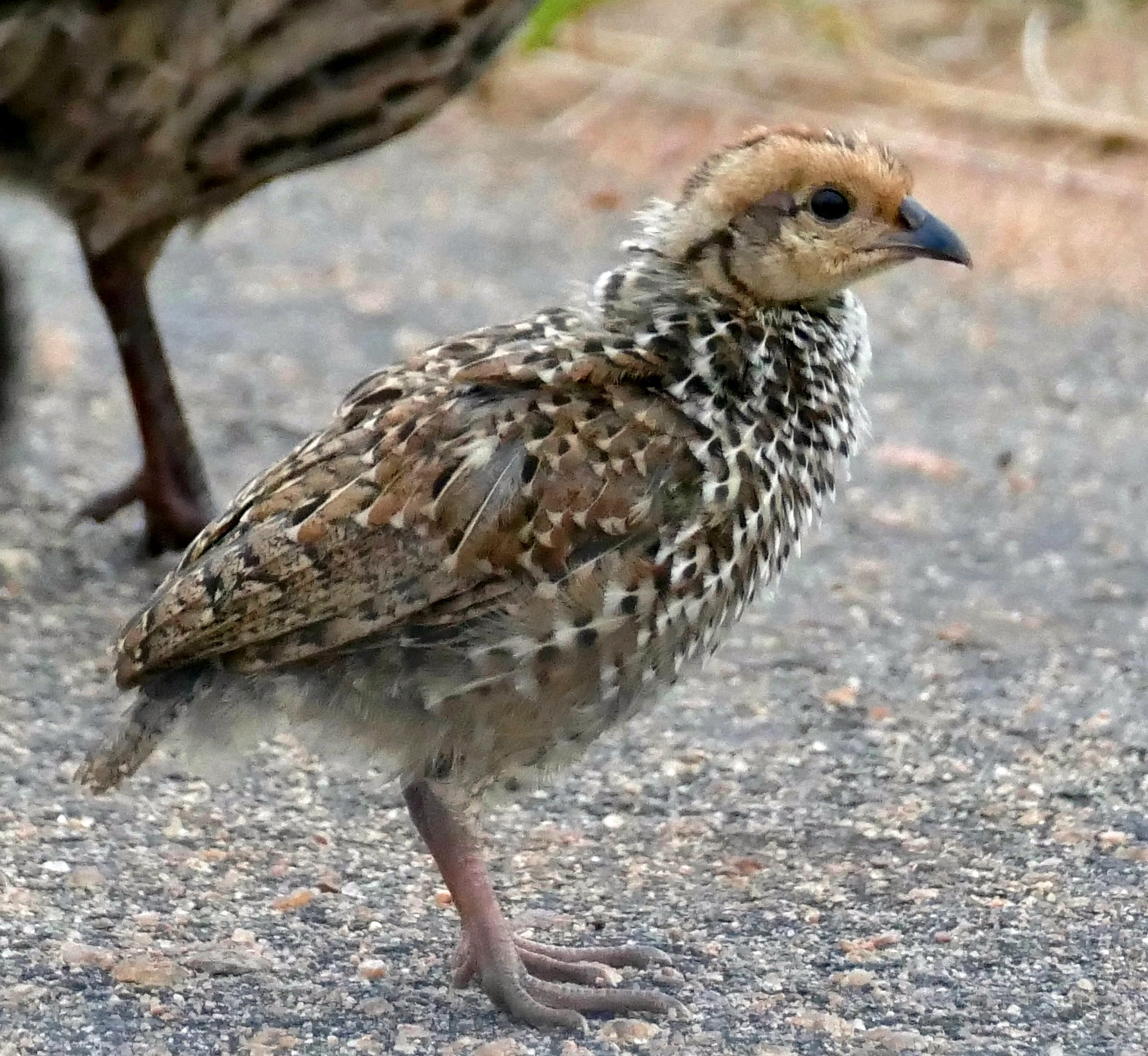
Küken im Krüger Nationalpark
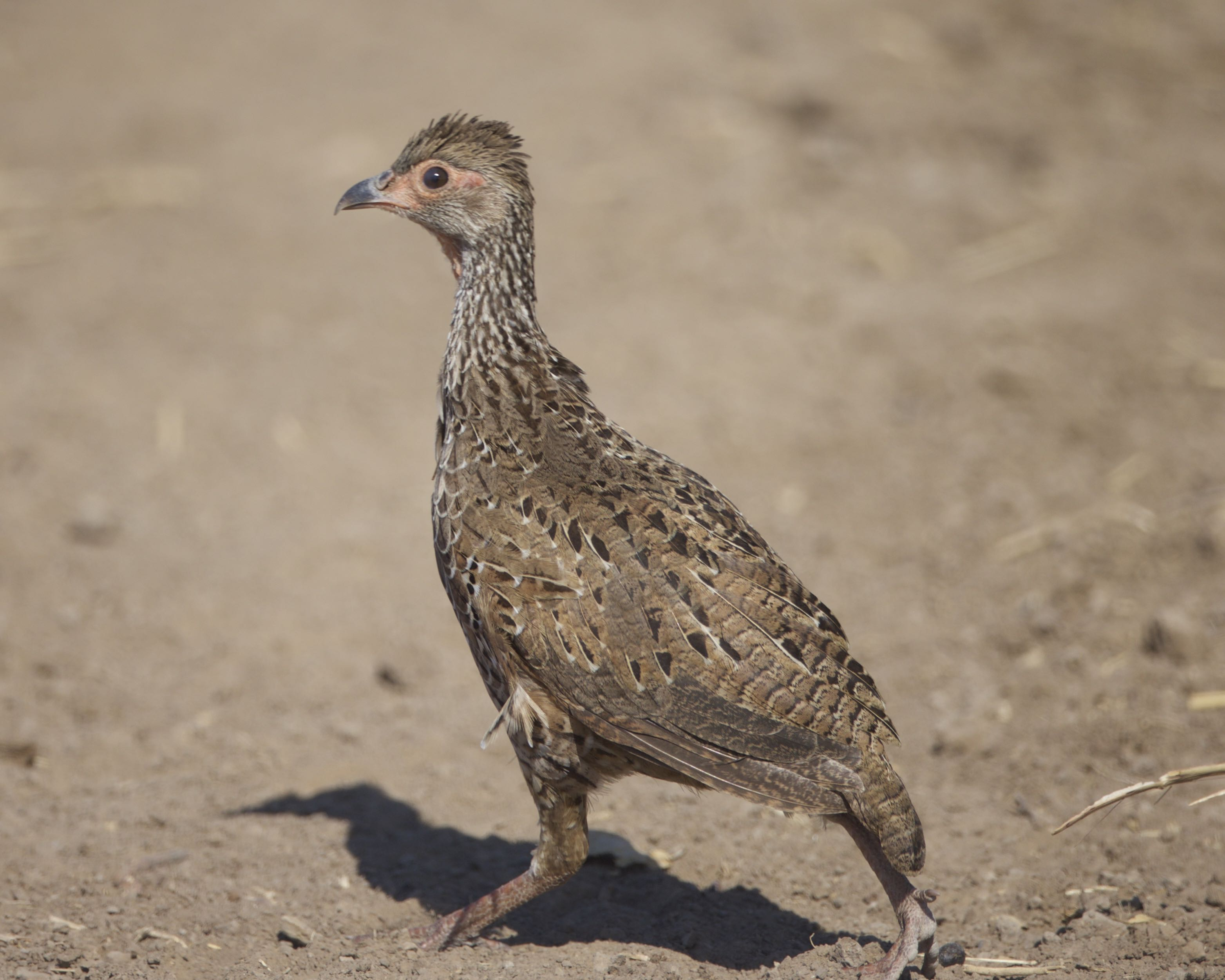
Jungvogel in Sambia

## Taxonomie
Der Swainsonfrankolin wurde 1836 vom schottischen Zoologen Andrew Smith beschrieben und erhielt den Binomialnamen Perdix swainsonii. Smith stellte fest, dass die Frankoline an den Ufern der Flüsse jenseits von Kurrichaine (Kaditshwene) lebten, der heutigen Provinz Limpopo in Südafrika. Der spezifische Beiname swainsonii wurde zu Ehren des englischen Naturforschers William Swainson gewählt. Die Art wird heute in die Gattung Pternistis eingeordnet, die 1832 vom deutschen Naturforscher Johann Georg Wagler eingeführt wurde. Der Swainsonfrankolin wird als monotypisch behandelt: Die vorgeschlagene Unterart lundazi wird nicht anerkannt.

## Aussehen
Swainsonfrankoline sind mittelgroße Frankoline mit einem braunen Körper und einem roten Kamm. Hals und Gesicht sind markant rot und nackt. Die Flügel sind braun mit weißen Flecken und der lange Schwanz ist schwarz mit weißen Spitzen. Die kurzen, kräftigen Beine sind dunkelbraun und der Schnabel ist schwarz.
Die Männchen sind etwas größer als die Weibchen. Sie haben einen braunen Körper mit einem roten Kamm, der bei Erregung größer wird, einen roten Kehllappen und einen roten Augenring. Die Weibchen sind ähnlich gefärbt, aber ihre Farben sind weniger intensiv. Sie haben einen braunen Körper mit einem weißen Bauch und einem weißen Augenring. Die Weibchen haben einen grauen Kamm.
Die Jungvögel sind braun mit weißen Flecken.
Die Vögel sind etwa 30 bis 35 cm lang mit einer Flügelspannweite von 50 bis 60 cm und 300 bis 400 g schwer.
Der eng verwandte Rotkehlfrankolin unterscheidet sich dadurch, dass er rote Beine und Füße hat, eine schwarz-weiß-gestreifte Unterseite und dass er Dickichte und Wälder gegenüber offenen Lebensräumen bevorzugt.

## Verbreitung
Swainsonfrankoline sind endemisch in Afrika und kommen in Angola, Botswana, Lesotho, Malawi, Mosambik, Namibia, Südafrika, Eswatini, Sambia und Simbabwe vor. Sie bewohnen offenes Grasland, Waldränder und Buschland.

## Bestand und Gefährdung
Swainsonfrankoline sind eine häufige Art, die in weiten Teilen Afrikas vorkommt und nicht als bedroht gilt. In einigen Gebieten werden jedoch die Lebensräume durch menschliche Aktivitäten zerstört. Die Art wird häufig bejagt und auch als Haustier gehalten.